# 曹善凱
曹善凱（英語：Matthew Chau，1994年11月9日—），澳洲男子羽毛球運動員。

## 簡歷
曹善凱在澳大利亚出生，父母是從于马来西亚移居到澳大利亚的华人。在他約10歲的時候，父母带他到蒙纳士大学的羽毛球俱乐部開始打羽毛球。到2010年，他初次代表澳大利亚參加國際比賽。
2015年2月，曹善凱出戰大洋洲羽毛球錦標賽，與沙旺·塞拉辛哈合作奪得男子雙打比賽冠軍。年內，二人又拿得懷卡托國際賽冠軍及瑪利拜朗國際賽亞軍。

## 主要比賽成績
只列出曾進入準決賽的國際賽事成績：
| 年份   | 賽事                         | 公開賽級別 | 項目     | 拍檔            | 成績   |
| ------ | ---------------------------- | ---------- | -------- | --------------- | ------ |
| 2014年 | 大洋洲羽毛球錦標賽           | 其他       | 混合團體 | －              | 冠軍   |
| 2014年 | 大洋洲羽毛球錦標賽           | 其他       | 男子雙打 | 沙旺·塞拉辛哈   | 亞軍   |
| 2014年 | 大洋洲羽毛球錦標賽           | 其他       | 混合雙打 | 杰奎琳·关       | 亞軍   |
| 2014年 | 奧克蘭羽毛球國際賽           | 國際系列賽 | 男子雙打 | 沙旺·塞拉辛哈   | 準決賽 |
| 2014年 | 雪梨羽毛球國際賽             | 國際挑戰賽 | 混合雙打 | 杰奎琳·关       | 準決賽 |
| 2015年 | 大洋洲羽毛球錦標賽           | 其他       | 男子雙打 | 沙旺·塞拉辛哈   | 冠軍   |
| 2015年 | 大洋洲羽毛球錦標賽           | 其他       | 混合雙打 | 格罗娅·萨莫维尔 | 季軍   |
| 2015年 | 懷卡托羽毛球國際賽           | 未來系列賽 | 男子雙打 | 沙旺·塞拉辛哈   | 冠軍   |
| 2015年 | 懷卡托羽毛球國際賽           | 未來系列賽 | 混合雙打 | 格罗娅·萨莫维尔 | 亞軍   |
| 2015年 | 瑪利拜朗羽毛球國際賽         | 國際系列賽 | 男子雙打 | 沙旺·塞拉辛哈   | 亞軍   |
| 2015年 | 瑪利拜朗羽毛球國際賽         | 國際系列賽 | 混合雙打 | 格罗娅·萨莫维尔 | 準決賽 |
| 2015年 | 雪梨羽毛球國際賽             | 國際系列賽 | 混合雙打 | 格罗娅·萨莫维尔 | 準決賽 |
| 2015年 | 土耳其梅爾辛羽毛球國際賽     | 國際挑戰賽 | 混合雙打 | 格罗娅·萨莫维尔 | 亞軍   |
| 2016年 | 大洋洲羽毛球混合團體錦標賽   | 其他       | 混合團體 | －              | 冠軍   |
| 2016年 | 大洋洲羽毛球男女子團體錦標賽 | 其他       | 男子團體 | －              | 亞軍   |
| 2016年 | 大溪地羽毛球國際挑戰賽       | 國際挑戰賽 | 男子雙打 | 沙旺·塞拉辛哈   | 準決賽 |
| 2016年 | 大洋洲羽毛球錦標賽           | 其他       | 男子雙打 | 沙旺·塞拉辛哈   | 冠軍   |
| 2017年 | 努美阿羽毛球國際賽           | 國際系列賽 | 男子雙打 | 沙旺·塞拉辛哈   | 冠軍   |
| 2017年 | 努美阿羽毛球國際賽           | 國際系列賽 | 混合雙打 | 路易莎·馬       | 準決賽 |
| 2017年 | 大洋洲羽毛球錦標賽           | 其他       | 男子雙打 | 沙旺·塞拉辛哈   | 冠軍   |
| 2018年 | 大洋洲羽毛球男女子團體錦標賽 | 其他       | 男子團體 | －              | 冠軍   |
| 2018年 | 大洋洲羽毛球錦標賽           | 其他       | 男子雙打 | 沙旺·塞拉辛哈   | 冠軍   |
| 2018年 | 大洋洲羽毛球錦標賽           | 其他       | 混合雙打 | 周玉蓮          | 亞軍   |
| 2019年 | 大洋洲羽毛球混合團體錦標賽   | 其他       | 混合團體 | －              | 冠軍   |
| 2020年 | 大洋洲羽毛球錦標賽           | 其他       | 男子雙打 | 沙旺·塞拉辛哈   | 亞軍   |
| 2020年 | 大洋洲羽毛球男女子團體錦標賽 | 其他       | 男子團體 | －              | 冠軍   |

| 2007-2017年 | 首要超級賽 | 超級賽 | 黃金大獎賽 | 大獎賽 | 國際挑戰賽 | 國際系列賽 | 未來系列賽 | 其他 |

| 2018-2026年 | 總決賽 | 超級1000賽 | 超級750賽 | 超級500賽 | 超級300賽 | 超級100賽 | 國際挑戰賽 | 國際系列賽 | 未來系列賽 | 其他 |

### 奧運會和世錦賽參賽紀錄
|          | 搭檔          | 2015 | 2016       |
| -------- | ------------- | ---- | ---------- |
| 男子雙打 | 沙旺·塞拉辛哈 | 48強 | 小組第四名 |